# Ženska rukometna reprezentacija SR Njemačke
Ženska rukometna reprezentacija SR Njemačke je predstavljala državu SR Njemačku u športu rukometu.
Krovna organizacija:

## Sudjelovanja naOI
- 1976.:
- 1980.:
- 1984.:
- 1988.:

## Sudjelovanja naSP
- 1957.:
- 1962.:
- 1965.: bronca
- 1971.:
- 1973.:
- 1975.:
- 1978.:
- 1982.:
- 1986.:
- 1990.:

## Sudjelovanja naEP
Nije nikad nastupila na ovom natjecanju, jer su se SR Njemačka i DR Njemačka ujedinile prije nego što su se prva europska prvenstva počela održavati.